# Miniclip
Miniclip, Miniclip.com, Miniclip Ltd. – strona internetowa udostępniająca gry online, mająca swoją siedzibę w Londynie w Wielkiej Brytanii. Serwis był notowany w rankingu Alexa na miejscu 3 133.
Większość z udostępnianych gier wykorzystuje technologię Adobe Flash lub Shockwave, aczkolwiek kilka z nich jest napisanych w Javie. Część gier posiada też wersję przeprojektowaną pod przeglądarkę internetową konsoli Wii. Obecnie Miniclip hostuje ponad 800 gier. Większość z nich jest darmowa, duża ich część jest także udostępniona do ściągnięcia. Wiele z tych gier to tzw. dema, czyli wersje demonstracyjne, z możliwością wykupienia przez użytkownika ich pełnej wersji, dzięki czemu w grze pojawia się więcej poziomów lub odblokowują się pewne niespotykane w demie cechy. Kilka lat temu dodana została możliwość płatnych zakładów przeciwko innym użytkownikom. Miniclip jest także największą prywatną firmą typu dotcom.
Miniclip.com jest największą internetową bazą gier sieciowych, miesięcznie odwiedzaną przez 65 milionów unikatowych użytkowników (według Google Analytics, grudzień 2010). Dzięki jakości oraz rozwiniętemu marketingowi produkowanych gier, firma szybko zyskała na popularności (znacznie przyczyniła się do tego także gra Dancing Bush – pierwsza internetowa gra-hit). Miniclip.com obecnie znajduje się na 520. miejscu wśród najpopularniejszych stron internetowych świata.
Miniclip.com posiada biura w Lizbonie, Londynie, Genui i Neuchâtel.